# Праг чујности
Праг чујности је најмања јачина звука коју људско ухо може да региструје као звук. Нормално човечје ухо способно је да чује звук чија јачина премашује неку минималну вредност (Imin), која зависи знатно од фреквенције звука. За фреквенције између 1000 Hz и 4000 Hz, где је ухо најосетљивије, граница износи око 10-12 W/m².
Јачина звука реда 10 W/m² изазива бол у ушима и преко ове јачине, која се означава и као граница бола, ухо није у могућности да прима звук, већ само осјећај бола. Граница бола, као и праг чујности, знатно мање зависи од фреквенције.
Ту се издваја физиолошка јачина звука, која представља декадни логаритам јачине звука у одређеној физичкој скали, односно: {\displaystyle L=10log{\frac {I}{I_{0}}}}

## Физичке величине
Праг чујности
Праг чујности или граница чујности или најмања јачина звука коју људско ухо чује је:
{\displaystyle I_{0}=1~\mathrm {pW/m^{2}} =0,000\,000\,000\,001~\mathrm {W/m^{2}} .}
Јачина звука
Звучни таласи производе притисак на тело на које ударају, који директно зависи од јачине звука (ознака I) и физичка је мерна јединица која описује енергију звучнога таласа у временском периоду (интервалу) кроз површину вертикалну на смер ширења таласа. Мерна је јединица ват по  квадратном метру(W/m²).
Ниво јачине звука
Ниво јачине звука (ознака L) je мерна јединица прилагођена осетљивости људског уха, десетероструки логаритам односа јачине некога звука и прага чујности, односно:
{\displaystyle L={\frac {1}{2}}\cdot \ln \!\left({\frac {I}{I_{0}}}\right)\!~\mathrm {Np} =\log _{10}\!\left({\frac {I}{I_{0}}}\right)\!~\mathrm {B} =10\cdot \log _{10}\!\left({\frac {I}{I_{0}}}\right)\!~\mathrm {dB} }
Где је:
- I — ниво јачине звука;
- I0 — праг чујности;
- Np — непер;[5]
- B - бел;
- dB — децибел.[6]

Јачина звука је количина  енергије коју исијава извор звука у 1 секунди кроз површину од 1 m², производећи при томе притисак на тело у које удара и изражава се у W/m². 
Из величине за густину енергије видимо да је јачина звука већа што је већа густина средине ρ кроз коју се звук шири, и што је већа амплитуда А таласа. Међутим, код просторних таласа густина енергије опада са квадратом удаљености, па је у тој сразмери и јачина звука:
{\displaystyle j={\frac {j_{0}}{r^{2}}}\ }
Где је: j0 - густина енергије на дужину r = 1 метар од његовог извора.

## Осећај звука  или осетљивост уха
Слушни осећајјачине звука заснива се на Физиологији, то јест на надражају слушних живаца. Зато је потребно утврдити како тај слушни осећај зависи од јачине звука, или од звучног притиска. Испитивање је показало да је за сваки чист тон потребан неки минимални звучни притисак да би га ухо могло чути. Тај минимални притисак код којег се још одређени тон чује зове се праг или граница чујности. Међутим звучни притисак може бити толико велики да проузрокује бол у ушима па се зато зове граница бола.
Граница чујности и граница бола зависне су о фреквенције звука. Осетљивост уха је највећа код фреквенције око 2.700 Hz. Људско ухо осећа звуком изазвану промену притиска ваздуха (акустички притисак) 1 kHz и јачине које одговарају прагу чујности (I0 = 10–12 W/m²), амплитуда помака честице износи око 10–11 m, док је амплитуда акустичког притиска око 2 · 10–5 Pa. За звук на граници бола помак честица је 10–5 m, а акустички притисак 30 Pa.

### Гласноћа или јачина гласа
Као мера за физиолошко дејство извора звука на ухо служи јачина гласа. Јачина гласа зависи од јачине звука, односно од звучног притиска. Јачина гласа или јачина звука је физиолошки, а јачина звука физички појам. Тако на пример јачина гласа 10 моторних возила није 10 пута већа од јачине гласа једног возила. Јединица за јачину гласа је фон. Јачина звука од 2,5 ∙ 10-12 W/m² одговара јачине гласа од нула фона.
Јачина звука је осећај јачине звука у људском уху. Зависи од јачине и фреквенцији звука. Ниво звука изражена у фонима је, договорно, једнак нивоу јачине у децибел за звук фреквенције 1.000 Hz у целом подручју од границе чујности до границе бола. Примери нивоа јачине звука различитих сложених звукова наведени су у табели:
| Врста звука         | Ниво гласноће (фон) |
| ------------------- | ------------------- |
| Праг осећаја        | 0                   |
| Шапат               | 20                  |
| Тиха музика         | 40                  |
| Бучан говор         | 60                  |
| Прометна улица      | 80                  |
| Пролазак брзог воза | 100                 |
| Мотор ваздухоплова  | 120                 |
| Праг бола           | 130                 |